# Треві (район)
Треві (італ. Trevi) — II район (Rione) Рима. Він охоплює північну частину Квіриналу та схил Фонтану ді Треві

## Історія
Назва походить від лат. Trivium — перехрестя трьох вулиць в районі теперішньої Piazza dei Crociferi. У середньовіччі район мав ім'я Regio Trivi et Vielate

## Герб
На гербі району зображено три мечі на червоному тлі, які символізують три дороги (Trivium).